# Ханок
Ханок (на корейски: 한옥) са традиционните къщи в Корея. Ханок са създавани и строени за първи път през XIV век, по време на Династията Джосъон.
Корейската архитектура обръща внимание на позиционирането на къщата по отношение на заобикалящите я неща, най-вече терена и сезоните. Интериорът на къщите се планира също на тази база. Този принцип се нарича бесанимсу (на корейски: 배산임수Хангъл, 背山臨水Ханча), което означава идеална къща, изградена с планина отзад и река отпред. Ханок имат различни форми в различните региони. В студените северни региони на Корея ханок е изграден върху квадратна основа с двор по средата с оглед на това да се запазва топлина. В южните райони ханок са по-отворени.
Част от старите и запазени ханок из цяла Корея са обявени за паметници на културата.

## История
Ханок са корейски къщи, популярни от 14 век насам в Корея и Манджурия.
От 1970 година насам се счита, че Ханок са старомодни и започва строителство на съвременни къщи.

## Характеристики
Природосъобразната традиционна къща ханок в Корея е различна според използваните за изграждането ѝ материали. Специфичната архитектура се свързва с вътрешното пространство, което охлажда лятно време и подпомага затоплянето през зимните месеци интериора на дома.
Къщите ханок са със сламени, дървени или керемидени покриви.
Вратите в домовете ханок се превръщат в стени, когато са затворени. Те също са част от „ондол“ – отварят път на бриза да циркулира свободно из жилищните площи.
Материалите за изграждане на ханок са пръст, камък, дърво и хартия – взети директно от природата ресурси. Дървото служи за колони, подпори, врати, прозорци и под, стените са смес от слама и пръст. Корейската хартия, която се използва за ханок е изработена от естествена дървесина и се залепя по рамките на плъзгащите се врати и подпорите на прозорците.
Поради факта, че в Корея летата са топли, а зимите са студени се използва „Ондол (Гудеул)“, което е подова система за отопление и „Дачеонг“, охлаждаща система в пода. Това е помагало на корейците да преживяват студените зими хилядолетия във времето. Тези примитивни системи за охлаждане и отопление все още се срещат често в ханок домовете в Корея. Системите се изграждат не под земята, а на земното равнище, за да помагат на домовете да са по-здрави и при земетресение.